# جاك كير
جاك كير (بالإنجليزية: Jack Kerr)‏ (28 ديسمبر 1910 في نيوزيلندا - 27 مايو 2007 في نيوزيلندا) هو لاعب كريكت نيوزلندي. شارك مع منتخب نيوزيلندا الوطني للكريكت.

## وصلات خارجية
- جاك كير على موقع إي آس بي آن كريك إنفو (الإنجليزية)